# 3 Cassiopeiae
3 Cassiopeiae (3 Cas) és un astre hipotètic dins la constel·lació de Cassiopea. Va ser catalogat per l'astrònom anglès John Flamsteed. No s'identifica amb cap astre real observat actualment. Al contrari que 34 Tauri, el qual va ser el planeta Urà, 3 Cas no es va poder contrastar amb coneixements posteriors.

## Identitat de Cassiopeia com a supernova
Inicialment es va pensar que 3 Cassiopeia era un descobriment fruit d'un error i el 1875, el catàleg de Baily el va ometre. Aquesta va ser l'opinió prevalent fins que per radioastronomia es va comprovar que la potent Cassiopeia A es trobava a 10 minuts d'arc de la posició donada per Flamsteed per a la 3 Cassiopeia. L'estudi de Cassiopeia va mostrar que fa uns tres cents anys Flamsteed podria haver observat la supernova d'una magnitud 6 que correspondria amb 3 Cassiopeia.